# Arlon (járás)
Arlon járás egyike a belgiumi Luxembourg tartományban található öt járásnak. A járás területe 317,28 km², lakossága 56392 fő (2008. január 1-jei adat), egyike Belgium legritkábbak lakott területeinek. A járás központja Arlon város.
A járás területe megegyezik a franciául Pays d'Arlon néven ismert, Luxemburg nagyhercegséggel szomszédos körzettel, ahol a lakosság hagyományosan a luxemburgi nyelvet beszélte, az idősebb korosztály még ma is azt használha a hétközbapokban.

## Története
Az arloni járást 1823-ban hozták létre az Arlon és Messancy kantonok, Luxemburg járás egyesítésével, illetve a korábban Neufchâteau és Diekirch járásokhoz tartozó települések idecsatolásával. 1843-ban, a holland-belga határ végleges kijelölésekor a járástól 18 települést elcsatoltak. 1906-ban került sor a belga Aubange és a francia Halanzy települések közötti határ végleges kiigazítására. A járás határát utoljára 1977-ben a belga közigazgatási reform során módosították, amikor Meix-le-Tige és Hachy településeket Virton járáshoz csatolták.

## A járás települései

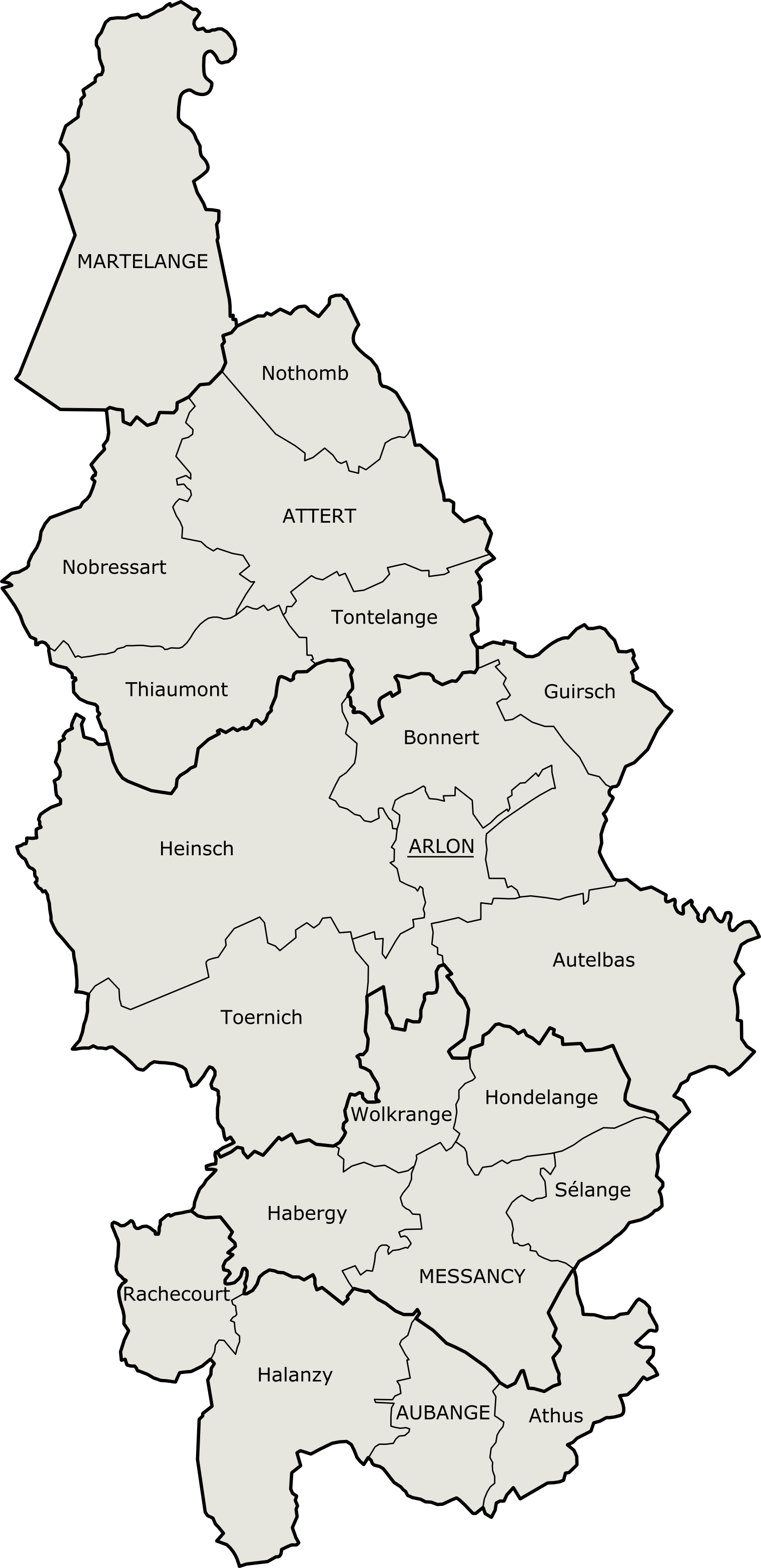
Arlon járás településeinek térképe (a hozzájuk tartozó külterületekkel)

Önálló települések:
| - Arlon - Attert - Aubange - Martelange - Messancy |

Résztelepülések:
| - Athus - Autelbas - Bonnert - Guirsch - Habergy - Halanzy - Heinsch - Hondelange |

| - Nobressart - Nothomb - Rachecourt - Sélange - Thiaumont - Toernich - Tontelange - Wolkrange |

## A népesség alakulása
- Forrás:1806 és 1970 között=népszámlálások; 1980 után= lakosok száma január 1-jén a népességnyilvántartóban

## Helyi kultúra

A Pays d'Arlon térség zászlója

Az arloni járás nem csak elvont, adminisztratív egység, hanem egy sajátos kulturális régió is: a járás határain megegyeznek a luxemburgni nyelvjárás nyugati határával. A 19. századi felmérések alapján a lakosság túlnyomó része a német nyelvi közösséghez tartozónak érezte magát. Azonban a tartomány és a járás adminisztratív nyelve a francia volt és lassan megindult a francia kultúra és nyelv térhódítása. Ehhez még hozzájárult a francia piacra termelő helyi acélipar, illetve a közelben található Longwy francia város, ahol az arloni járás számos lakója talált munkát. Az első és a második világháború utáni németellenes érzések eredményeként a helyi lakosok végleg eltávolodtak a német kulturális gyökerektől: 1910 és 1920, illetve 1930 és 1947 között a németajkú lakosság aránya drámaian csökkent.
A legutolsó, 1947-es nyelvi felmérés eredményeként, amikor a lakosság nagy többsége francia anyanyelvűnek regisztrált, a nyelvi határok 1962-es kijelölésekor a tartományban nem kaptak kiváltságokat sem a német, sem a luxemburgi nyelvet beszélők. A luxemburgi nyelvet beszélők száma azóta is folyamatosan csökkent, bár napjainkban a szomszédos nagyhercegségben munkát vállaló belgáknál jelentős előnynek számít a nyelv ismerete.
1990. után a helyi luxemburgi kultúra elismertsége és támogatottsága ismét nőtt, számos településen az utcaneveket "visszaluxemburgiasították", azaz az eredeti luxemburgi nevet tüntetik fel. A helyi Arelerland a Sprooch kulturális egyesület pedig nyelvtanfolyamot indított a luxemburgi nyelvet elsajátítani szándékozók részére.

## Lásd még
- Bastogne (járás)
- Marche-en-Famenne (járás)
- Neufchâteau (járás)
- Virton (járás)

## Fordítás
- Ez a szócikk részben vagy egészben  az   Arrondissement Aarlen című holland Wikipédia-szócikk fordításán alapul.  Az eredeti cikk szerkesztőit annak laptörténete sorolja fel. Ez a jelzés csupán a megfogalmazás eredetét és a szerzői jogokat jelzi, nem szolgál a cikkben szereplő információk forrásmegjelöléseként.

## Külső hivatkozások
- Arelerland a Sprooch
- Project Pericles Arelerland